# De un castillo a otro
De un castillo a otro es una novela autobiográfica escrita por Louis-Ferdinand Céline que fue publicada por la editorial Gallimard en 1957. Fue traducida por Carmen Kurtz en 1972 para la editorial Lumen. 
En esta novela, Céline narra, entre otras cosas, lo que le aconteció posteriormente a la caída de la Francia de Vichy: su escape a Siegmaringen junto a otros colaboracionistas y personalidades del régimen como Philippe Pétain y Pierre Laval, su estadía en el hotel Löwen junto a Lucette Destouches, así como sus numerosas visitas al castillo de Hohenzollern, y su eventual encarcelamiento en Dinamarca, así como también su posterior vida llena de necesidades económicas y desprecio por parte de la sociedad francesa. 
Además de largas e ingeniosas divagaciones, De un castillo a otro está marcado por un profundo desorden de acontecimientos, saltando Céline indiscriminadamente de un momento a otro. Su estilo también está marcado por una gran cantidad de críticas e insultos hacia Gaston Gallimard ("Achille") y Jean Paulhan ("Loukoum") , así como a diversos miembros de la intelectualidad francesa, como Jean-Paul Sartre ("Tartre")